# Gran Premio motociclistico di Catalogna 1997
Il Gran Premio motociclistico di Catalogna 1997 fu il tredicesimo appuntamento del motomondiale 1997.
Si svolse il 14 settembre sul circuito di Catalogna e vide la vittoria di Mick Doohan su Honda nella classe 500, di Ralf Waldmann nella classe 250 e di Valentino Rossi nella classe 125.

## Classe 500

### Arrivati al traguardo
| Pos | Nº | Pilota                   | Squadra               | Motocicletta | Giri | Tempo     | Griglia | Punti |
| --- | -- | ------------------------ | --------------------- | ------------ | ---- | --------- | ------- | ----- |
| 1   | 1  | Mick Doohan              | Repsol Honda          | Honda        | 25   | 44:56.149 | 1       | 25    |
| 2   | 8  | Carlos Checa             | MoviStar Honda Pons   | Honda        | 25   | +0.432    | 2       | 20    |
| 3   | 2  | Àlex Crivillé            | Repsol Honda          | Honda        | 25   | +1.750    | 7       | 16    |
| 4   | 3  | Luca Cadalora            | Red Bull Yamaha WCM   | Yamaha       | 25   | +2.792    | 6       | 13    |
| 5   | 18 | Nobuatsu Aoki            | Rheos ELF F.C.C. T.S. | Honda        | 25   | +8.159    | 3       | 11    |
| 6   | 7  | Tadayuki Okada           | Repsol Honda          | Honda        | 25   | +24.631   | 5       | 10    |
| 7   | 24 | Takuma Aoki              | Repsol Honda          | Honda        | 25   | +24.826   | 9       | 9     |
| 8   | 10 | Kenny Roberts Jr         | Marlboro Team Roberts | Modenas KR3  | 25   | +41.369   | 8       | 8     |
| 9   | 14 | Juan Borja               | Elf 500 Roc           | Elf 500      | 25   | +41.805   | 12      | 7     |
| 10  | 19 | Doriano Romboni          | IP Aprilia Racing     | Aprilia      | 25   | +45.491   | 4       | 6     |
| 11  | 55 | Régis Laconi             | Tecmas Honda Elf      | Honda        | 25   | +46.438   | 17      | 5     |
| 12  | 5  | Norifumi Abe             | Yamaha Team Rainey    | Yamaha       | 25   | +47.528   | 15      | 4     |
| 13  | 22 | Kirk McCarthy            | Red Bull Yamaha WCM   | Yamaha       | 25   | +55.442   | 21      | 3     |
| 14  | 21 | Jurgen van den Goorbergh | Millar MQP            | Honda        | 25   | +57.495   | 13      | 2     |
| 15  | 9  | Alberto Puig             | MoviStar Honda Pons   | Honda        | 25   | +1:01.810 | 19      | 1     |
| 16  | 16 | Jürgen Fuchs             | Elf 500 Roc           | Elf 500      | 25   | +1:02.291 | 18      |       |
| 17  | 6  | Daryl Beattie            | Lucky Strike Suzuki   | Suzuki       | 25   | +1:03.530 | 16      |       |
| 18  | 17 | Lucio Pedercini          | Team Pedercini        | ROC Yamaha   | 25   | +1:46.366 | 20      |       |
| 19  | 25 | Laurent Naveau           | Millet Racing         | ROC Yamaha   | 24   | +1 giro   | 22      |       |

### Ritirati
| Nº | Pilota            | Squadra               | Motocicletta | Giri | Griglia |
| -- | ----------------- | --------------------- | ------------ | ---- | ------- |
| 12 | Jean-Michel Bayle | Marlboro Team Roberts | Modenas KR3  | 19   | 10      |
| 4  | Alex Barros       | Honda Gresini         | Honda        | 18   | 11      |
| 15 | Frédéric Protat   | Soverex FP Racing     | Honda        | 9    | 23      |
| 20 | Sete Gibernau     | Yamaha Team Rainey    | Yamaha       | 0    | 14      |

## Classe 250

### Arrivati al traguardo
| Pos | Nº | Pilota               | Squadra                      | Motocicletta | Giri | Tempo     | Griglia | Punti |
| --- | -- | -------------------- | ---------------------------- | ------------ | ---- | --------- | ------- | ----- |
| 1   | 2  | Ralf Waldmann        | Marlboro Honda               | Honda        | 23   | 42:05.928 | 1       | 25    |
| 2   | 1  | Max Biaggi           | Marlboro Team Kanemoto Honda | Honda        | 23   | +0.550    | 2       | 20    |
| 3   | 5  | Tōru Ukawa           | Benetton Honda               | Honda        | 23   | +2.940    | 3       | 16    |
| 4   | 31 | Tetsuya Harada       | Aprilia Racing               | Aprilia      | 23   | +2.960    | 4       | 13    |
| 5   | 65 | Loris Capirossi      | Aprilia Racing               | Aprilia      | 23   | +13.760   | 5       | 11    |
| 6   | 19 | Olivier Jacque       | Chesterfield Elf Tech 3      | Honda        | 23   | +24.165   | 7       | 10    |
| 7   | 12 | Takeshi Tsujimura    | F.C.C. Technical Sports      | TSR-Honda    | 23   | +27.393   | 8       | 9     |
| 8   | 7  | Haruchika Aoki       | Matteoni Racing              | Honda        | 23   | +44.398   | 10      | 8     |
| 9   | 20 | Noriyasu Numata      | Molenaar Suzuki              | Suzuki       | 23   | +49.040   | 11      | 7     |
| 10  | 18 | Osamu Miyazaki       | Edo Racing                   | Yamaha       | 23   | +49.117   | 12      | 6     |
| 11  | 11 | Jeremy McWilliams    | QUB Team Optimum             | Honda        | 23   | +49.542   | 9       | 5     |
| 12  | 26 | Emilio Alzamora      | Fortuna Honda                | Honda        | 23   | +50.027   | 18      | 4     |
| 13  | 6  | Luis d'Antín         | S.S.P. Competicion           | Yamaha       | 23   | +55.168   | 20      | 3     |
| 14  | 17 | José Luis Cardoso    | S.S.P. Competicion           | Yamaha       | 23   | +55.266   | 21      | 2     |
| 15  | 21 | Franco Battaini      | Edo Racing                   | Yamaha       | 23   | +55.557   | 16      | 1     |
| 16  | 8  | Cristiano Migliorati | Team Axo Inoxmacel           | Honda        | 23   | +56.213   | 15      |       |
| 17  | 10 | Luca Boscoscuro      | Dee Cee Racing               | Honda        | 23   | +1:15.407 | 22      |       |
| 18  | 27 | Sebastián Porto      | PR2 YPF - ESCO               | Aprilia      | 23   | +1:21.392 | 23      |       |
| 19  | 22 | Kurtis Roberts       | PJ1 Oils                     | Honda        | 23   | +1:55.372 | 24      |       |
| 20  | 50 | Ismael Bonilla       | Equipo Escuela Bonilla       | Honda        | 22   | +1 giro   | 30      |       |

### Ritirati
| Nº | Pilota             | Squadra                 | Motocicletta | Giri | Griglia |
| -- | ------------------ | ----------------------- | ------------ | ---- | ------- |
| 16 | William Costes     | Chesterfield Elf Tech 3 | Honda        | 17   | 14      |
| 99 | Giuseppe Fiorillo  | Radiant Racing          | Aprilia      | 13   | 17      |
| 15 | Stefano Perugini   | Nastro Azzurro Aprilia  | Aprilia      | 12   | 6       |
| 47 | Javier Marsella    | SBK Sport               | Honda        | 11   | 28      |
| 28 | Eustaquio Gavira   | Scuderia Mobil 1 AGV    | Aprilia      | 9    | 25      |
| 48 | José David de Gea  | Team Sotano             | Yamaha       | 7    | 27      |
| 51 | Jesús Pérez        | SBK Sport               | Honda        | 7    | 29      |
| 43 | Manuel Luque       | Equipo Competition M3   | Aprilia      | 3    | 26      |
| 25 | Oliver Petrucciani | Mohag Aprilia Racing    | Aprilia      | 2    | 19      |
| 14 | Jamie Robinson     | Molenaar Suzuki         | Suzuki       | 1    | 13      |
| 44 | David Guardiola    | T.M.R.                  | Honda        | 0    | 31      |

## Classe 125

### Arrivati al traguardo
| Pos | Nº | Pilota              | Squadra                   | Motocicletta | Giri | Tempo     | Griglia | Punti |
| --- | -- | ------------------- | ------------------------- | ------------ | ---- | --------- | ------- | ----- |
| 1   | 46 | Valentino Rossi     | Nastro Azzurro Aprilia    | Aprilia      | 22   | 42:14.687 | 4       | 25    |
| 2   | 8  | Kazuto Sakata       | UGT 3000                  | Aprilia      | 22   | +6.002    | 1       | 20    |
| 3   | 7  | Noboru Ueda         | Team Pileri               | Honda        | 22   | +9.527    | 10      | 16    |
| 4   | 32 | Mirko Giansanti     | Matteoni Racing           | Honda        | 22   | +11.185   | 11      | 13    |
| 5   | 3  | Tomomi Manako       | UGT 3000                  | Honda        | 22   | +11.196   | 3       | 11    |
| 6   | 10 | Lucio Cecchinello   | Spidi Honda LCR           | Honda        | 22   | +11.269   | 8       | 10    |
| 7   | 15 | Roberto Locatelli   | Team Axo Inoxmacel        | Honda        | 22   | +11.354   | 6       | 9     |
| 8   | 21 | Gianluigi Scalvini  | Team Axo Inoxmacel        | Honda        | 22   | +18.326   | 15      | 8     |
| 9   | 72 | Garry McCoy         | Marlboro Team Alfa Bieffe | Aprilia      | 22   | +18.366   | 14      | 7     |
| 10  | 19 | Frédéric Petit      | Team RMS                  | Honda        | 22   | +18.555   | 13      | 6     |
| 11  | 2  | Masaki Tokudome     | Docshop Racing            | Aprilia      | 22   | +18.603   | 7       | 5     |
| 12  | 5  | Jorge Martínez      | Airtel-Aspar              | Aprilia      | 22   | +18.787   | 5       | 4     |
| 13  | 62 | Yoshiaki Katō       | Team Semprucci            | Yamaha       | 22   | +30.103   | 17      | 3     |
| 14  | 22 | Steve Jenkner       | Aprilia - ADAC Sachsen    | Aprilia      | 22   | +58.817   | 19      | 2     |
| 15  | 52 | Álvaro Molina       | Centro Comercial Neptuno  | Honda        | 22   | +1:13.702 | 23      | 1     |
| 16  | 24 | Gino Borsoi         | Team Semprucci            | Yamaha       | 22   | +1:13.785 | 22      |       |
| 17  | 12 | Dirk Raudies        | Finsco Chasis             | Honda        | 22   | +1:18.201 | 27      |       |
| 18  | 41 | Yōichi Ui           | Yamaha Kurz               | Yamaha       | 22   | +1:34.319 | 2       |       |
| 19  | 44 | Joan Montero        | T.M.R.                    | Honda        | 22   | +1:38.740 | 28      |       |
| 20  | 51 | Vicente Esparragoso | Esparragoso-Sevilla 99    | Yamaha       | 21   | +1 giro   | 26      |       |
| 21  | 42 | David Ortega        | Team Ortega               | Honda        | 21   | +1 giro   | 30      |       |

### Ritirati
| Nº | Pilota           | Squadra                      | Motocicletta | Giri | Griglia |
| -- | ---------------- | ---------------------------- | ------------ | ---- | ------- |
| 45 | Ivan Martínez    | Aprilia - Motorrad PS Racing | Aprilia      | 5    | 25      |
| 29 | Ángel Nieto Jr   | Airtel-Aspar                 | Aprilia      | 4    | 21      |
| 17 | Enrique Maturana | Yamaha Kurz                  | Yamaha       | 3    | 12      |
| 39 | Jaroslav Huleš   | L.B. Racing                  | Honda        | 3    | 18      |
| 43 | Xavier Soler     | Marlboro Team Alfa Bieffe    | Aprilia      | 2    | 24      |
| 98 | Chris Burns      | UGT 3000                     | Honda        | 2    | 29      |
| 20 | Masao Azuma      | L.B. Racing                  | Honda        | 2    | 16      |

### Non partiti
| Nº | Pilota           | Squadra       | Motocicletta | Griglia |
| -- | ---------------- | ------------- | ------------ | ------- |
| 25 | Josep Sardá      | Finsco Chasis | Honda        | 20      |
| 33 | Manfred Geissler | UGT 3000      | Aprilia      | 9       |